# Colibrí ermità ventreclar
El colibrí ermità ventreclar (Phaethornis anthophilus) és una espècie d'ocell de la família dels troquílids (Trochilidae) que habita el sotabosc de boscos clars de les terres baixes de l'est de Panamà, nord de Colòmbia i nord de Veneçuela.